# دوري كرة القدم الغربي 2000–01
دوري كرة القدم الغربي 2000–01 (بالإنجليزية: 2000–01 Western Football League)‏ هو موسم من دوري كرة القدم الغربي ‏. فاز فيه نادي تاونتون تاون ‏.